# 112797 Grantjudy
112797 Grantjudy è un asteroide della fascia principale. Scoperto nel 2002, presenta un'orbita caratterizzata da un semiasse maggiore pari a 2,2769301 UA e da un'eccentricità di 0,1879545, inclinata di 1,98795° rispetto all'eclittica.